# Rae (commune)
Rae (autrefois : Johannishof) est une commune rurale estonienne de la région d'Harju. Elle s'étend sur 206,7 km2 et sa population est de 13 579 habitants(01/01/2012) . Son chef-lieu administratif est Jüri.

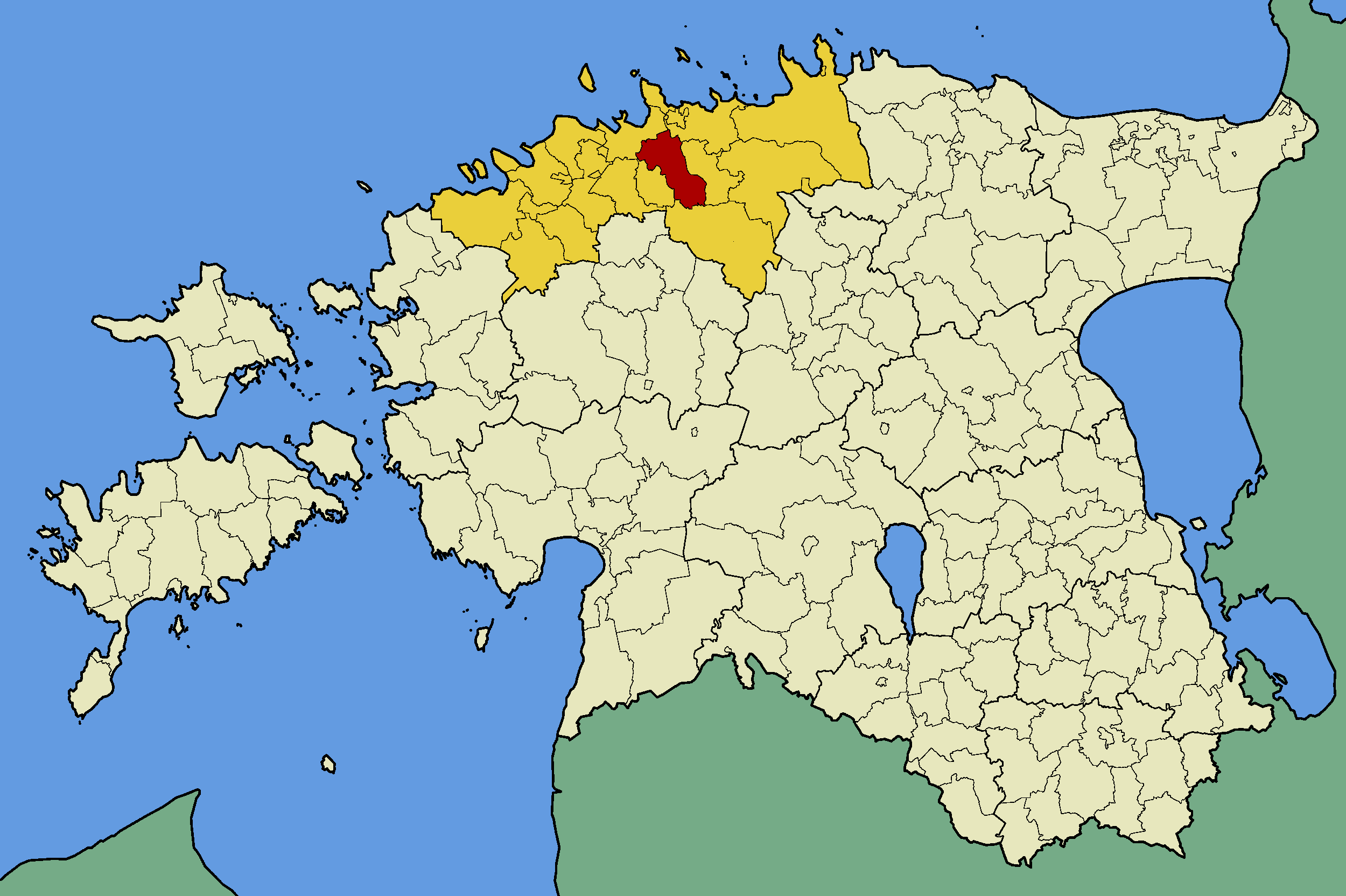
Commune de Rae (rouge)
dans le Harjumaa (jaune).

## Municipalité
La commune de Rae comprend 4 bourgs et 26 villages:

### Bourgs
Jüri, Vaida, Assaku, Lagedi, Peetri.

### Villages
Aaviku, Aruvalla, Järveküla, Kadaka, Karla, Kautjala, Kopli, Kurna, Lehmja, Limu, Pajupea, Patika, Pildiküla, Rae, Salu, Seli, Soodevahe, Suuresta, Suursoo, Tuulevälja, Urvaste, Vaidasoo, Vaskjala, Veneküla, Veskitaguse, Ülejõe.